# Angelique Widjaja
Angelique Widjaja (Bandung, 1984. december 12. –) indonéz teniszezőnő. 1999-ben kezdte profi pályafutását, eddigi karrierje során két egyéni és két páros WTA-tornát nyert meg. Legjobb egyéni világranglista-helyezése ötvenötödik volt, ezt 2003 márciusában érte el.

## Eredményei Grand Slam-tornákon

### Egyéniben
| Torna           | 2004   | 2003   | 2002   |
| --------------- | ------ | ------ | ------ |
| Australian Open | 1. kör | 1. kör | -      |
| Roland Garros   | -      | 1. kör | 2. kör |
| Wimbledon       | 1. kör | 2. kör | 2. kör |
| US Open         | 1. kör | 1. kör | 2. kör |

## Év végi világranglista-helyezései
| Év       | 2000 | 2001 | 2002 | 2003 | 2004 | 2006 |
| Helyezés | 709. | 149. | 69.  | 95.  | 135. | 228. |